# Fortezza su promontorio

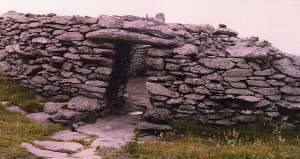
Dunbeg, fortezza su promontorio a Mount Eagle, penisola di Dingle, contea di Kerry, Irlanda

Una fortezza su promontorio è una struttura difensiva situata su una ripida scogliera, spesso unita alla terraferma solo grazie ad uno stretto lembo di terra, e che sfrutta quindi la topografia per ridurre la quantità di bastioni necessari. Nonostante sia difficile datarne la nascita, molte sembrano appartenere all'età del ferro. Si trovano soprattutto in Irlanda, nelle isole Orcadi, sull'isola di Man ed in Cornovaglia.

## Irlanda
Sono state scavate solo poche di queste fortezze, e molto sono state datate all'età del ferro anche se alcune, come Dunbeg (contea di Kerry) potrebbero risalire all'età del bronzo. 
Altri posti, come l'isola di Dalkey (contea di Dublino) contengono importanti ceramiche del Mediterraneo orientale, e sono stati rioccupati all'inizio del periodo medievale.

## Isola di Man
Le fortezze dell'isola di Man si trovano soprattutto sulla costa meridionale, rocciosa. Ne sono state scavate quattro su oltre venti, soprattutto a Santon, e possono essere visitate grazie al sentiero Raad Ny Foillan. Tutte hanno mura sui lati vulnerabili, e gli scavi effettuati presso il Cronk ny Merriu hanno dimostrato che l'accesso alla fortezza avveniva attraverso una porta fortificata.
Gli scandinavi giunti a Man nei secoli VIII e IX riutilizzarono spesso queste strutture, distruggendo spesso i vecchi quartieri residenziali composti da case rettangolari; l'ottimo esemplare di Cronk ny Merriu è stato usato per la ricostruzione del museo della Casa di Manannan su Peel.

## Cornovaglia
Le fortezze su promontorio possono essere trovate lungo tutta la costa di Penwith. Il castello di Maen, vicino a Land's End, è uno dei più antichi ed è stato datato attorno al 500 a.C. Se ne trovano anche in altri distretti, come The Rumps vicino a Padstow e Dodman Point.